# رئيس البنك المركزي الأوروبي
يترأس رئيس البنك المركزي الأوروبي (بالإنجليزية: President of the European Central Bank)‏ المنظمة المسؤولة عن إدارة اليورو والسياسة النقدية في منطقة اليورو التابعة للاتحاد الأوروبي.

## المهام والتعيين
يرأس رئيس البنك المركزي الأوروبي المجلس التنفيذي، مجلس الحوكمة، والمجلس العام للبنك المركزي الأوروبي، ولا يتم انتخابه في انتخابات عامة. كما يمثِّل البنك في الخارج، مثلاً في مجموعة العشرين. يتم تعيين رئيس البنك المركزي الأوروبي لمدة ثمان سنوات غير قابل للتجديد من خلال تصويت أغلبية أعضاء المجلس الأوروبي، بحكم الواقع، يتم انتخابه فقط من قبل الأعضاء التي تتبنى اليورو.

## قائمة

### الرؤساء
| ترتيب | صورة | اسم (ولادة - وفاة)            | الجنسية | فترة شغل المنصب | فترة شغل المنصب | فترة شغل المنصب   | الخلفية المهنية |
| ترتيب | صورة | اسم (ولادة - وفاة)            | الجنسية | بداية الفترة    | نهاية الفترة    | المدة             | الخلفية المهنية |
| ----- | ---- | ----------------------------- | ------- | --------------- | --------------- | ----------------- | --- |
| 1     |      | فيم دوسينبيرغ (1935–2005)     | هولندا  | 1 أغسطس 1998    | 31 أكتوبر 2003  | 5 سنوات و92 أيام  | الخلفية - وزير المالية في هولندا - رئيس البنك المركزي الهولندي - رئيس معهد النقد الأوروبي ‏ السلف المباشر للبنك المركزي الأوروبي |
| 2     |      | جان كلود تريشيه (مواليد 1942) | فرنسا   | 1 نوفمبر 2003   | 31 أكتوبر 2011  | 8 سنوات و0 أيام   | الخلفية - مدير الخزينة في وزارة المالية - حاكم بنك فرنسا                                                                        |
| 3     |      | ماريو دراجي (مواليد 1947)     | إيطاليا | 1 نوفمبر 2011   | 31 أكتوبر 2019  | 8 سنوات و0 أيام   | الخلفية - مدير عام في غولدمان ساكس - مدير تنفيذي في البنك الدولي - رئيس مجلس الإستقرار المالي - حاكم بنك إيطاليا                |
| 4     |      | كريستين لاغارد (مواليد 1956)  | فرنسا   | 1 نوفمبر 2019   | شاغلة المنصب    | 5 سنوات و144 أيام | الخلفية - وزير التجارة في فرنسا - وزير الاقتصاد والمالية والصناعة في فرنسا - مدير عام في صندوق النقد الدولي                     |

### نواب الرئيس
| ترتيب | صورة | اسم (ولادة - وفاة)             | الجنسية  | فترة شغل المنصب | فترة شغل المنصب | فترة شغل المنصب   | الخلفية المهنية                                                                                          |
| ترتيب | صورة | اسم (ولادة - وفاة)             | الجنسية  | بداية الفترة    | نهاية الفترة    | المدة             | الخلفية المهنية                                                                                          |
| ----- | ---- | ------------------------------ | -------- | --------------- | --------------- | ----------------- | --- |
| 1     |      | كريستيان نوير (مواليد 1950)    | فرنسا    | 1 يونيو 1998    | 31 مايو 2002    | 4 سنوات و0 أيام   | الخلفية - مستشار ورئيس ديوان وزير الاقتصاد والمالية الفرنسي - مدير عام الخزانة في وزارة المالية الفرنسية |
| 2     |      | لوكاس باباديموس (مواليد 1947)  | اليونان  | 1 يونيو 2002    | 31 مايو 2010    | 8 سنوات و0 أيام   | الخلفية - كبير الاقتصاديين في بنك الاحتياطي الفيدرالي في بوسطن - كبير الاقتصاديين ثم حاكم بنك اليونان    |
| 3     |      | فيتور كونستانسيو (مواليد 1943) | البرتغال | 1 يونيو 2010    | 31 مايو 2018    | 8 سنوات و0 أيام   | الخلفية - وزير المالية في البرتغال - حاكم بنك البرتغال                                                   |
| 4     |      | لويس دي جويندوس (مواليد 1960)  | إسبانيا  | 1 يونيو 2018    | شاغل المنصب     | 6 سنوات و297 أيام | الخلفية - وزير الاقتصاد والمنافسة ‏ الإسباني - وزير الصناعة ‏ الإسباني                                     |